# Tôi, Thapki
Tôi, Thapki (tiếng Hindi: Thapki Pyar Ki) là một phim truyền hình Ấn Độ được phát sóng từ ngày 25 tháng 5 năm 2015 đến ngày 14 tháng 7 năm 2017 trên Colors TV. Bộ phim kể về Thapki Chaturvedi, một cô gái mắc chứng nói lắp. Phim có sự tham gia của các diễn viên chính Jigyasa Singh, Manish Goplani, Nitanshi Goel, Ankit Bathla, Sheena Bajaj, và Monica Khanna.
Phần tiếp theo của bộ phim, Thapki Pyar Ki 2, được phát sóng trên Colors TV từ ngày 4 tháng 10 năm 2021 đến ngày 8 tháng 4 năm 2022.

## Nội dung
Vani Chaturvedi (Jigyasa Singh) được mọi người yêu quý gọi là Thapki bởi tật cà lăm của cô khi nói chuyện. Thapki là một cô gái vui vẻ và thông minh. Cô không bao giờ mất đi hy vọng và không cho phép việc nói lắp của mình trở thành một trở ngại trong cuộc sống. Thapki đã không nhận được bất kỳ lời cầu hôn nào bởi vì tật nói lắp của mình. Sau một thời gian, cô có được một lời cầu hôn từ Diwakar Mishra, một chàng trai lùn nhỏ con. Nhưng ngay sau khi anh ta biết được tật nói lắp của Thapki, anh ta liền từ chối kết hôn với cô. Cũng trong lúc chuẩn bị hôn sự, gia đình anh ta đã làm cho gia đình cô tốn rất nhiều tiền. Diwakar xúc phạm cô và từ chối kết hôn với cô trên Mandap, để Thapki dằn vặt trong đau khổ. Sau đó, em gái Thapki là Aditi, đã trả thù Diwakar vì những việc mà anh ta đã làm với chị của mình.
Sau vài tuần, Thapki có được một công việc trong một kênh có tên là Tin tức 365, thuộc sở hữu của Dhruv Pandey (Ankit Bathla). Thapki và gia đình cô di chuyển đến Noida. Thapki nhận công việc và làm việc một cách chăm chỉ. Sự tự tin và thái độ cần mẫn của cô đã gây ấn tượng Dhruv. Dhruv và Thapki bắt đầu nảy sinh tình yêu.
Dhruv nói với gia đình rằng anh muốn kết hôn Thapki. Mẹ Dhruv đồng ý và cho hai người kết hôn. Nhưng Vasundhra - mẹ Dhruv ghét những thứ làm việc không đúng cách hoặc những người nói lắp. Bà không biết về tật nói lắp của Thapki, nhưng ngay sau khi biết được, bà tìm cách để tách Dhruv và Thapki. Vào ngày kết hôn, Vasundhra bảo Bihaan (Manish Goplani), con trai nuôi và là em trai của Dhruv, trộn thuốc trong bữa ăn của Dhruv. Dhruv tỉnh lại sau một thời gian, nhưng Bihaan đập trúng vào đầu anh và một lần nữa anh té ngã bất tỉnh. Bihaan giả dạng làm Dhruv và cưới Thapki, gia đình Thapki đã rất sốc sau khi biết được việc đó.Thapki trở nên ghét Bihaan vì hành động của anh và các việc trong quá khứ mà anh đã làm với cô...
Vasu vội vàng làm mọi việc để tiến hành cuộc hôn nhân của Dhruv với Shraddha (Monica Khanna), một cô gái được Vasundhra lựa chọn, khi bà phát hiện ra rằng Dhruv vẫn thu hút Thapki. Ngay sau đó, Thapki và Bihaan tìm ra rằng Shraddha không thành thật và tốt như cô ấy giả vờ. Họ cố gắng hết sức để ngăn chặn các cuộc hôn nhân của Dhruv với Shraddha, nhưng thất bại. Shraddha ghét Thapki vì tất cả mọi người quan tâm và đánh giá cao Thapki. Shraddha luôn tìm mọi cách để hãm hại Thapki và luôn thất bại. Vì thế, Sharaddha âm mưu kéo Vasundhra đứng về phía mình để đuổi Thapki ra khỏi nhà. Vì muốn ra khỏi nhà nên Thapki đã xóa bỏ mọi tình cảm trong mọi người với mình bằng cách buộc tội cho Vasu vì bà ấy đã lấy cái vương miện của thần linh. Sau đó, cô bị đuổi ra khỏi nhà và phải làm giúp việc cho nhà Pandey để kiếm tiền trả cho Vasu vì cô và Bihaan đang ở chuồng bò nhà họ. Nhưng vì số tiền không đủ nên cô đã làm nghề may và Bihaan thì đi đánh nhau để được tiền. Trong đó, anh đã kí hợp đồng để đánh một trận đánh sinh tử. Anh đã suýt mất mạng nhưng nhờ có Thapki nên anh đã có thêm động lực để chiến đấu. Cuối cùng, anh đã chiến thắng và có đủ tiền thuê chuồng bò. Vào một ngày nọ, Balvinder đã vô tình nghe được cuộc trò chuyện giữa Bihaan và Thapki và hiểu được rằng Thapki đổ tội cho Vasu là có lí do. Ông cùng cả nhà đã hỏi Bihaan nhưng anh đã hứa với Thapki rằng anh sẽ không nói ra. Nên cả nhà nhà đã lập ra kế hoạch để Thapki tự mình nói ra lí do. Do bị Bihaan ép cùng lúc mọi người đang từ đền trở về, Thapki đã nói ra sự thật và sự thật đó đã đem lại cơ hội cho cả hai trở lại nhà Pandey.
Sau đó, trong lúc bảo vệ Thapki, Bihaan đã bị bắn vào ngực và mất rất nhiều máu. Thapki đã về cầu xin Vasu cứu Bihaan vì chỉ có bà mới cứu được anh. Nhưng Vasu đã bắt Thapki ly hôn với Bihaan thì bà mới cứu Bihaan. Thapki đồng ý. Nhưng sau đó thì Thapki nói rằng cô sẽ cho Bihaan 1 cơ hội để bắt đầu lại. Nhưng thực chất, cô muốn ở lại để khám phá bí mật về người đứng sau để bắt Bihaan cưới cô. Thật không ngờ là Shraddha đã nghe thấy hết kế hoạch của cô. Cuối cùng, sau những chứng cứ thì cô đã biết người đứng sau chính là Vasu. Cô nói với Vasu rằng tại sao bà lại làm như vậy? Bà bảo rằng bà ghét tật cà lăm của cô. Cô nói rằng bà hãy tổ chức một cuộc thi công bằng giữa cô và Shraddha vì trước đây bà luôn thiên vị cho Shraddha. Vasu đồng ý. Sau cuộc thi, bà đã thấy được những đức tính tốt của Thapki nên đã xin lỗi cô và mong cô tha thứ.
Cùng lúc đó, Bihaan đã có tình cảm với Thapki và đang định cầu hôn cô. Nhưng Shraddha đã nói cho anh hết bí mật của Thapki làm anh vô cùng tức giận. Từ đó, anh luôn tỏ ra cáu gắt với Thapki.
Một ngày nọ, trong lễ Puja, tượng của một nữ thần sắp ngã xuống bà Vasu. Thapki đẩy Vasu để bà khỏi bị thương. Từ ngày đó, Thapki được Vasu tin tưởng và mọi người đều ghét bỏ Shraddha nên Shraddha rất tức giận và làm mọi cách để hại Thapki.
Vào một hôm, Thapki đã tổ chức một bữa tiệc để xin lỗi Bihaan, nhưng anh đã không đồng ý và còn nói những lời sỉ nhục Thapki khiến Balvinder rất tức giận. Khi ông nguôi giận và lên nói chuyện với Bihaan ở trên ban công thì đã bị một kẻ xấu đâm sau lưng. Nhưng ai cũng tin rằng Bihaan đã đâm Balvinder nên đã đâm đơn kiện. Trong vụ này, thì chính Thapki là luật sư của anh vì cô tin rằng anh vô tội. Trong lúc đó, Shraddha đã giả vờ mang thai để lấy hết sự chú ý của mọi người. Trải qua nhiều thách thức thì cô đã chứng minh rằng Bihaan vô tội. Và rồi Bihaan đã tha thứ cho Thapki. Một lần, lúc Thapki và Vasu đang nói về chuyện đám cưới của cô thì Shraddha tình cờ nghe được. Cô ta bày trò tiếc lộ sự thật cho mọi người.
Sau đó, cả gia đình phát hiện ra rằng Shraddha mang thai giả nên Vasu đã đuổi cô ta ra khỏi nhà. Nhưng Druv đã xin cho Shraddha thêm một cơ hội nữa.
Và giờ thì Bihaan đã thổ lộ tình cảm cho Thapki nghe. Nhưng Thapki cố tình lảng tránh. Vì vậy nên cả nhà đã tổ chức một đám cưới giả của Bihaan và Sheena - một cô bạn thân của Bihaan từ thuở nhỏ. Thapki vô cùng ghen với Sheena nên đã nói ra cảm xúc của mình. Sau mọi việc, Balvinder quyết định lại tiến hành cuộc hôn nhân của Thapki và Bihaan, với tất cả các nghi lễ. Dhruv bây giờ ghen tị với tình yêu bao la của Thapki và Bihaan. Anh đã cố gắng tìm mọi cách để phá vỡ cuộc hôn nhân của Thapki và Bihaan, để anh có thể lấy Thapki. Thapki tìm cách nghe được những gì Dhruv đang âm mưu và biết về các kế hoạch xấu xa của Dhruv để tách cô khỏi Bihaan. Cô phải đối đầu với Dhruv, cô đã suýt thành công vạch trần Dhruv với Bihaan và Dhruv thú nhận tình yêu anh dành cho cô. Thapki đã nổi giận và cảnh cáo anh ta về điều này, và thách thức tuyên chiến với anh rằng cô sẽ kết hôn Bihaan. Dhruv cố gắng nhiều cách để tạo ra sự hiểu lầm giữa Thapki và Bihaan. Shraddha sau khi biết chuyện đã giúp đỡ Thapki lên kế hoạch chống lại Drhuv vì muốn giành anh ta về lại bên mình. Trong đám cưới, Druv đã đánh vào đầu Bihaan và giả làm chú rể để kết hôn với Thapki. Thapki phát hiện ra đó là Druv, thế là Druv đã bắt cô đi. Sau đó, cả nhà đến,anh bắt moị người vào một căn phòng và phun khói khiến mọi người ngạt thở, anh ta bắt Thapki và Bihaan li dị may mắn Shraddha đã nhanh trí hất tro vào mắt Dhruv nên Bihaan đã có cơ hội giải thoái cho mọi người, Druv giơ súng định bắn Bihaan. Vasu định dùng súng bắn Dhruv nhưng Bihaan đã đỡ đạn thay Dhruv. Cuối cùng Dhruv nhận ra sai lầm của mình và gặp lại họ. 
Ngay sau đó, có ba người đi vào gia đình Pandey và nói rằng Bihaan là con trai của họ. Bihaan nhận Kosi Devi, mẹ ruột của mình nhưng lại bắt đầu ghét những người khác. Thapki phát hiện ra họ có ý định không tốt với Bihaan, muốn lấy thận của anh để cứu John. Thapki nói Bihaan nhưng anh không tin cô. Anh nói với cô để anh đến sống với gia đình mới nhưng Thapki nói không. Hai gia đình phải đối mặt với nhiều thách thức thời gian. Họ đã làm cho bà Dadi bị bại liệt trong thời gian dài. Bihaan đã tát Thapki và làm cho cô vô cùng uất ức vì anh nghĩ rằng cô đang sỉ nhục mẹ mình là Kosi, nhưng Thapki đang mang thai và viết thư cho Bihaan nhưng Kosi đọc lá thư đó và không nói về bức thư đó cho Bihaan. Thapki bị tai nạn do Kosi và Sankar hại chết, và trong đó cô bị mất em bé của mình và đổ lỗi cho Bihaan và gia đình của mình cho sự ra đi của đứa con.

### 2 năm sau
Thapki quay trở lại với cái tên Vaani Oberoi - một doanh nhân lớn. Cô và Dhruv đã cùng nhau vạch ra kế hoạch trả thù Kosi. Bihaan và Vasu cũng muốn chứng tỏ cô là Thapki sau khi nhìn cũng như tiếp xúc với cô. Nhưng những sự trả thù của cô làm mọi người đã tin rằng là cô không phải là Thapki mà là Vaani, Bihaan lúc đầu đã rất căm ghét cô có khi còn định đuổi cô ra khỏi nhà. Thapki và Drhuv đã lên kế hoạch và thành công trong việc cho mọi người thấy mối quan hệ của Kosi và Naman, nhưng mụ đã khôn khéo đổ tội cho Naman và thoát được.Không lâu sau cô kết hôn giả với Kabir để Bihaan không nghĩ cô là Thapki, sau khi biết lí do Kabir đã giúp cô đánh bại Kosi, còn Drhuv có tình cảm với Aditi nên Thapki muốn anh dành thời gian chăm sóc em gái mình. Với nhiều nỗ lực cô đã vạch trần bộ mặt thật của Kosi Devi. Kosi Devi bị đuổi khỏi nhà kèm theo cái tát của Vasu nhưng bà ta nói với Thapki rằng bà sẽ quay trở lại. Khi bà Kosi đã đi thì từ lúc đó mọi người cũng biết Vaani là Thapki, nên ai cũng vui mừng, nhưng dù vậy Thapki vẫn chưa chấp nhận tha thứ cho Bihaan. Bihaan vô cùng ghen tức vì thấy Thapki bên cạnh Kabir. Bihaan cũng đã cố tình ở bên cạnh Sankar để Thapki ghen. Khi Thapki tha thứ cho Bihaan thì Kabir lại lên kế hoạch trả thù Bihaan vì tưởng rằng Bihaan đã đốt nhà của em gái anh - Neha - và chồng con của cô ấy. Kabir đã ràng buộc Thapki bằng cách cưới cô. Thapki tin rằng Bihaan vô tội. Thapki bắt tay với Vasu và Neha đặt bẫy Sankar khiến cô nói với mọi người rằng chính cô đã đốt nhà và chồng con của Neha. Cảnh sát bắt Sankar nhưng cô ta trốn thoát. Dhruv li hôn với Shraddha và kết hôn với Aditi (Sheena Bajaj) - em gái Thapki. Anh ngủ với Aditi và cả Shraddha vì tưởng cô là Aditi khi anh đang say. Shraddha sinh ra một bé gái và Aditi sinh ra một bé trai. Shraddha tráo con của mình với Aditi.
Không lâu sau đó, Thapki mang thai. Kosi Devi quay lại với cái tên Kahlavti Devi và Sankar là Surmati Devi. Chúng muốn phá hoại nhà Pandey nhưng thất bại vì bị Thapki và Bihaan vạch mặt và Kosi bị bắt. Tuy nhiên, Sankar bắt cóc Thapki và đưa cô lên núi. Bihaan cứu Thapki và Sankar bị rơi xuống vực dù Bihaan đã cố gắng cứu cô. Cảnh sát bắt giữ Bihaan vì đã giết Sankar. Nhưng Sankar chỉ giả vờ chết. Cô ta yêu cầu Thapki rời khỏi gia đình Pandey và nói rằng đứa bé trong bụng chính là con của Kabir thì cô ta sẽ bảo vệ Bihaan. Nếu không, anh sẽ bị treo cổ. Thapki đồng ý.
Thapki sinh ra một cặp song sinh gái nhưng Sankar cố gắng giết một đứa. Bihaan cứu được đứa bé ấy và nhận nuôi cô bé. Mọi người đều nghĩ một trong hai đứa trẻ đã chết. Thapki rời đi với Kabir. Bihaan cố gắng ngăn Thapki lại. Shraddha nói với Sankar rằng cô ta đã biết Sankar đe dọa Thapki. Hai người bắt tay nhau. Aditi nghe thấy. Trên đường đi, Bihaan gặp Aditi và biết được sự thật. Bihaan và Aditi đang cố ngăn Thapki lại thì bị Shraddha lái xe ô tô đâm họ. Họ gặp tai nạn.

### 7 năm sau
Vụ tai nạn thay đổi rất nhiều điều trong cuộc sống của gia đình Pandey. Aditi bị chết và Dhruv (Jatin Shah) đổ lỗi cho Thapki vì cái chết của vợ mình, Bihaan ngày ngày bị Shraddha và Sankar tẩy não để quên đi Thapki. Bihaan chỉ có thể được phục hồi khi có Thapki bên anh. Nhưng Sankar và Shraddha nói với mọi người rằng Bihaan chỉ có thể hồi phục khi không có Thapki xuất hiện trước mặt. Bọn họ cho Bihaan uống sai thuốc để Bihaan sẽ luôn mất trí nhớ. Con trai của Aditi - Veer - và con gái của Shraddha - Annaya (gọi tắt là Anu) - đều đang lớn. Không ai biết chính Shraddha đã tráo con cả. Dhruv trở nên rất cay nghiệt vì cái chết của Aditi. Shraddha và Sankar đối xử với con gái của Bihaan - Tina (Luvneet Rajpoot) - rất tệ bạc. Tina giống hệt như mẹ Thapki. Thapki làm phóng viên và sống cùng con gái mình là Bani (Nitanshi Goel). Cô bé giống hệt ba Bihaan. Trước đó, cả Thapki và Bihaan đều sống xa nhau. Tina học cùng trường với Bani. Hai cô bé trở thành bạn thân. Thapki và Bihaan gặp lại nhau sau 7 năm. Sau đó Thapki đến ở với nhà Pandey vì cô biết rằng Shraddha và Sankar đã nói dối gia đình rằng cô chỉ làm cho tình trạng của Bihaan xấu đi. Cô nói cho Vasu biết và bà quay trở lại bí mật giúp đỡ cô. Shraddha ép Tina đề nghị Bihaan cưới Sankar. Nếu không thì cô ta sẽ đưa Bihaan đi thật xa. Cô bé làm vậy và Bihaan chấp nhận. Mọi người rất sốc. Bihaan lấy lại trí nhớ nhờ kế hoạch của Thapki và lên kế hoạch vạch trần bản mặt của Sankar và thành công. Sankar cố gắng phơi bày bản chất của Shraddha nhưng mụ đã khôn khéo thoát được. Sau đó, mọi người biết rằng Tina chính là đứa bé bị chết.
Vasu đưa Bihaan và gia đình anh đến ngôi đền nổi tiếng của Rajasthan. Amma Mai - một găng-tơ có tiếng - bắt cóc Bani và cố gắng ép cô bé làm con dâu mình. Họ cố gắng giải thoát Bani nhưng không thành và quay về nhà vì Amma Mai đe dọa rằng sẽ giết Bani. Amma Mai tới nhà Pandey và nói rằng đám cưới ở nhà cô dâu là một truyền thống. Thực sự thì Shraddha đã đeo mặt nạ giả làm Thapki và tới chỗ Amma Mai nói rằng tôi muốn cho Bani làm con dâu của bà. Shraddha đang trả thù cho việc tiết lộ sự thật của Sankar và mụ với mọi người. Thapki bắt được Shraddha khi cô đang đeo mặt nạ và tiết lộ bộ mặt thật trước mặt mọi người trừ Bani. Amma Mai khéo léo bắt cóc Bani và bắt cô bé cưới con trai mình. Trong lễ cưới của Bani, Shraddha đã giả vờ làm Thapki và nói Thapki không hề yêu Bani. Cô bé vô cùng tổn thương và ghét Thapki. Sau đó, gia đình Pandey đến, Amma Mai đã dẫn Bani lên trên vách đá. Bihaan bảo vệ Thapki nhưng Amma Mai bắn anh và anh bị rơi xuống từ vách đá. Bani đổ lỗi cho Thapki vì sự ra đi của Bihaan và rời khỏi nhà. Bani bị hai đứa con trai của Amma Mai - Monty và Prince - bắt cóc. Chúng muốn trả thù cô vì đã đưa mẹ mình vào tù. Kosi quay trở lại cứu Bani và đưa Bani đi cùng mình. Trong khi đó, Thapki đang tìm Bani khắp nơi và cô bị Shraddha bắt cóc. Shraddha thách thức Vasu cứu Thapki trong vòng 24 giờ; không thì Thapki sẽ chết. Vasu giải thoát được Thapki và đánh bại Shraddha. Shraddha vào tù.

### 15 năm sau
Sau 15 năm, hai đứa con của Thapki đều đã lớn. Bani sống cùng với Kosi. Thapki vẫn không ngừng tìm kiếm Bihaan và Bani. Anu và Veer đã đi định cư ở nước ngoài cùng Dhruv. Sau đó, Bani và Kosi quay trở lại với ý định trả thù. Bani nói rằng Kosi phải ở cùng mình ở gia đình Pandey, nếu không cô sẽ bỏ đi lần nữa. Cả nhà đồng ý. Cùng lúc đó, đám cưới của Tina và Samar sắp diễn ra. Kosi nói Bani phải phá hủy đám cưới của Tina. Bani đã cho Tina ăn kẹo có rượu làm cho Tina nhảy múa điên cuồng trong lễ đính hôn. Trong khi đang ở đền, Thapki thấy một ca sĩ đang biểu diễn và có dung mạo rất giống Bihaan. Sau đó, trong một bữa tiệc, có một vũ công nhảy múa điên cuồng nhằm quyến rũ Samar. Sau đó, Thapki đuổi theo cô ta và gặp một người doanh nhân rất giống Bihaan. Cùng lúc ấy, Bani nói hết mọi chuyện ra cho Thapki nghe. Cô nói Thapki phải đem cha cô về sau 15 năm mất tích thì cô mới tha thứ cho Thapki. Chợt Thapki có ý định nhờ Aryan Khanna (là một ngôi sao nhạc rock, có vẻ ngoài rất giống Bihaan) làm chồng cô. Cuối cùng, anh đồng ý và xuất hiện trước mọi người vớ tư cách là Bihaan. Sau đó, Thapki đã nói cho Bani và Tina biết Bihaan là Aryan. Trong khi Thapki và Bani về nhà ngoại thì Aryan cùng Vasu đã tạo ra kế hoạch để vạch mặt Kosi. Bà ta bị đuổi ra khỏi nhà. Trong lúc đó, bác sĩ gọi cho Aryan và nói Thapki và Bani do cháy nhà nên bị thương nặng. Sau đó, gia đình Pandey được thông báo là Bani đã chết (Bani chưa chết), Thapki thì bị biến dạng khuôn mặt, khuôn mặt của Thapki hoàn toàn thay đổi sau phẫu thuật (Hunar Hali). Aryan nghi ngờ cô không phải là Thapki vì hành động, lời nói cử chỉ của cô rất lạ. Vì thực ra, cô ta không phải Thapki mà là Lovely. Cô ta không chỉ muốn cướp tiền mà còn cướp cả cuộc sống của Thapki. Cô đang giữ Thapki và Bani trong kho. Một hôm, Lovely mang đồ ăn đến cho Thapki và Bani thì bị Aryan phát hiện và anh đi theo cô ấy, nhưng anh lại không tìm thấy. Trong khi nói chuyện với Lovely thì Thapki chạy thoát nhưng Lovely nói nếu Thapki về nhà thì Bani sẽ chết. Vì vậy, với thân phận là Raijo, Thapki phải chứng tỏ rằng Lovely là Thapki. Cùng lúc đó, Aryan cũng tìm thấy nhiều bằng chứng. Và trong đó có tấm hình Thapki chụp với ai đó hồi nhỏ. Và tên thật của Lovely là Mohini. Cuối cùng Aryan cũng phát hiện ra Raijo là Thapki và trói tay Mohini lại, Mohini nói hết những chuyện mà mình đã làm với Thapki và Bani và vì sao lại làm như thế. Và mọi người cũng biết Mohini chính là chị em sinh đôi với Thapki, Mohini quay lại đây để trả thù Thapki những việc cô đã làm với mình hồi nhỏ. Sau khi nói hết tất cả, Mohini lấy hết đồ đạc của mình và bỏ đi, nhưng Thapki đã cầu xin Mohini đừng bỏ cô, và cô đã hát bài hát mà hồi nhỏ mẹ của Thapki và Mohini thường hát Lullaby, và Mohini đã quỳ xuống xin lỗi Thapki về những việc mà cô đã đối xử với Thapki và Bani ở trong nhà kho nhưng mâu thuẫn về đám cưới giữa Bani với Samar và Tina với Munna vẫn chưa được giải quyết. Và Tina bắt đầu ghen tị và tức giận khi Bani và Samar thân thiết với nhau, cô làm mọi việc để có thể níu kéo Samar. Nhưng Samar đã biết và ngăn Tina lại, và cô đã nhận ra Samar thích Bani chứ không phải mình. Và khi đó, mọi người cũng biết Aryan không phải là Bihan và Vasu đã đuổi Aryan ra khỏi nhà nhưng bà đã suy nghĩ lại và Aryan đã ở lại.
THE END

## Phân vai

### Vai chính
| Diễn viên         | Nhân vật                                                  | Năm hoạt động | Chú thích |
| ----------------- | --------------------------------------------------------- | ------------- | --- |
| Jigyasa Singh     | Thapki Bihaan Pandey / Thapki Aryan Khanna / Vaani Oberoi | 2015 – nay    | Thapki bị cà lăm nên mọi người thường trêu chọc cô. Cô giúp đỡ gia đình mình trong mọi hoàn cảnh. Thapki yêu Dhruv nhưng Bihaan đã bí mật cưới cô và giờ họ yêu nhau đến khi Bihaan chết. Hiện bây giờ cô đang sống cùng với Aryan. |
| Jigyasa Singh     | Bani Samar Kapoor                                         | 2015 – nay    | Cô giống hệt Thapki và là chị gái của Tina. Cô muốn trả thù Thapki vì hiểu nhầm Shraddha là Thapki. Cô không thích Samar. |
| Hunar Hali        | Lovely                                                    | 2017 – nay    | Lovely tên thật là Mohini. Cô giả làm Thapki để cướp đi cuộc sống của Thapki. |
| Kritika Sharma    | Tina Manav Khanna                                         | 2017          | Cô là em gái của Bani và chuẩn bị cưới Samar. Cô yêu Samar nhưng anh lại không. |
| Manish Goplani    | Aryan Khanna                                              | 2017          | Anh là một ngôi sao nhạc rock kiêm một doanh nhân trẻ và có vẻ ngoài rất giống Bihaan. |
| Smita Singh       | Kosi Devi                                                 | 2016 – 2017   | Kosi Devi đến với tư cách là mẹ của Bihaan nhưng lại lợi dụng anh. Vasu đuổi mụ khỏi nhà nhưng bà ta đã quay lại nhờ sự giúp đỡ của Bani. Y muốn trả thù Thapki.                                                                    |
| Abhinandan Jindal | Manav Khanna                                              | 2017 – nay    | Anh có tình cảm với Bani. Anh thổ lộ tình cảm của mình nhưng Bani lại nói rằng họ chỉ là bạn bè. |
| Gaurav Wadhwa     | Samar Kapoor                                              | 2017 – nay    | Anh làm việc trong đài truyền hình của Dhruv hiện đang thuộc quyền quản lí của Thapki. Anh chuẩn bị kết hôn với Tina nhưng lại không yêu cô mà chỉ làm điều đó vì hạnh phúc của mọi người. Anh thích Bani.                          |

### Vai phụ
| Diễn viên         | Nhân vật                  | Năm hoạt động | Chú thích |
| ----------------- | ------------------------- | ------------- | --- |
| Jaya Bhattacharya | Vasundra Balvinder Pandey | 2015 – nay    | Bà là vợ của Balvinder và là mẹ của Bihaan, Dhruv, Kiran. Lúc đầu bà yêu Dhruv hơn Bihaan và thích Thapki nhưng khi bà biết Thapki bị nói lắp, bà đã nhờ Bihaan kết hôn với Thapki nhưng cuối cùng, bà đã giải quyết mối bất hòa của Dhruv và Bihaan, chấp nhận Thapki làm con dâu của mình. Bà là người duy nhất hiểu Thapki ngoài Bihaan. Bà luôn tranh cãi với Thapki: Thapki nói rằng Bihaan sẽ về nhưng bà lại nói rằng Bihaan đã chết. |
| Jairoop Jeevan    | Balvinder Pandey          | 2015 – nay    | Ông là chồng của Vasundra và là ba của Bihaan, Dhruv, Kiran. Ông coi Thapki như con gái của mình. Makhanlal – kẻ thù của ông – đã từng muốn giết ông nhưng mọi người lại nghĩ người đó là Bihaan. Ông đã giúp Thapki hòa giải với Bihaan. |
| Resham Thakkar    | Preeti Ashwin Pandey      | 2015 – nay    | Cô là vợ của Ashwin. Cô rất thân với Suman. |
| Pooja Sahu        | Suman Sanjay Pandey       | 2015 – nay    | Cô là vợ của Sanjay. Cô và Preeti rất thân với nhau trong tình chị em. |
| Sanjay Pandya     | Ashwin Pandey             | 2015 – nay    | Anh là chồng của Preeti và là anh trai của Sanjay. Anh chính là con trai của người em trai đã chết của Balvinder. |
| Vikky Chaudhary   | Sanjay Pandey             | 2016 – nay    | Anh là chồng của Suman và là em trai của Ashwin. Anh chính là con trai của người em trai đã chết của Balvinder. |

### Cựu diễn viên
| Diễn viên           | Nhân vật                          | Năm hoạt động        | Chú thích |
| ------------------- | --------------------------------- | -------------------- | --- |
| Manish Goplani      | Bihaan Balvinder Pandey (Đã chết) | 2015 – 17            | Trong ngày cưới của Thapki và Dhruv, Bihaan đã kết hôn với Thapki theo ý muốn của Vasu. Lúc đầu anh và Thapki có sự mâu thuẫn nhưng sau đó họ bày tỏ tình yêu của mình cho nhau. Anh giúp đỡ Thapki trong mọi hoàn cảnh. Anh bị mất trí nhớ trong một tai nạn còn Aditi thì bị chết do kế hoạch của Shraddha và Sankar. Nhưng sau đó, anh lấy lại được trí nhớ nhờ sự giúp đỡ của Thapki. Khi Amma Mai giơ súng bắn Thapki, anh đã đỡ đạn cho cô và rơi từ trên vách đá xuống. Thapki và Vasu luôn tranh cãi với nhau: Thapki tin rằng Bihaan sẽ quay về còn Vasu thì nghĩ anh đã chết. Bani muốn trả thù Thapki và nghĩ rằng Thapki cần phải chịu trách nhiệm cho sự ra đi của ba mình. |
| Ankit Bathla        | Dhruv Balvinder Pandey            | 2015 – 17            | Anh yêu Thapki nhưng Vasu không chấp nhận vì cô bị cà lăm nên bà đã yêu cầu Bihaan kết hôn với Thapki. Anh giúp đỡ Thapki trong mọi hoàn cảnh. Một lần, anh cố gắng giết Bihaan để có thể kết hôn với Thapki nhưng sau đó, anh nhận ra rằng Bihaan chính là tình yêu thực sự của Thapki. Khi Shraddha giết Aditi, anh đổ lỗi cho Thapki nhưng một thời gian sau, anh biết được rằng Thapki vô tội. Và anh đã đem 2 đứa con của mình là ananya và veer sống ở Mĩ. |
| Jatin Shah          | Dhruv Balvinder Pandey            | 2017                 | Anh yêu Thapki nhưng Vasu không chấp nhận vì cô bị cà lăm nên bà đã yêu cầu Bihaan kết hôn với Thapki. Anh giúp đỡ Thapki trong mọi hoàn cảnh. Một lần, anh cố gắng giết Bihaan để có thể kết hôn với Thapki nhưng sau đó, anh nhận ra rằng Bihaan chính là tình yêu thực sự của Thapki. Khi Shraddha giết Aditi, anh đổ lỗi cho Thapki nhưng một thời gian sau, anh biết được rằng Thapki vô tội. Và anh đã đem 2 đứa con của mình là ananya và veer sống ở Mĩ. |
| Monica Khanna       | Shraddha Dhruv Pandey             | 2015 – 2017          | Cô kết hôn với Dhruv theo ý muốn của Vasu. Khi Bihaan và Thapki phát hiện y không tốt như vẻ bề ngoài, họ cố gắng ngăn cô đám cưới với Dhruv nhưng thất bại. Mụ ghen tị với Thapki nhưng lại cứu cô khi Dhruv muốn kết hôn với cô. Mụ bắt cóc Thapki và giờ đang phải ngồi bóc lịch. |
| Sheena Bajaj        | Aditi Dhruv Pandey (Đã chết)      | 2015 – 16; 2016 – 17 | Cô là em gái của Thapki. Cô yêu Dhruv và cưới anh. Khi cô biết được kế hoạch của Shraddha và Sankar, Shraddha đã cùng với Sankar đâm Bihaan và Aditi. Và sau đó cô đã chết. |
| Sehban Azim         | Kabir Katyal                      | 2016 – 17            | Anh muốn trả thù cho em gái mình và giúp Thapki vạch mặt Kosi. Anh trả thù Bihaan nhưng cuối cùng, anh biết được rằng Bihaan vô tội. |
|                     | Neha Katyal                       | 2016 – 17            | Cô là em gái của Kabir. Cô và Kabir nghĩ rằng Bihaan đã đốt nhà và chồng con của Neha nhưng người làm điều đó lại là Sankar. Cô giúp Thapki vạch mặt Sankar trước mặt mọi người. |
| Dolly Chawla        | Sankar                            | 2016 – 17            | Mụ đến cùng với Kosi Devi nhưng luôn sợ bà ta. Ban đầu y là một người tốt nhưng y lại muốn chiếm đoạt Bihaan nên đã chia rẽ anh với Thapki. Mụ đã cùng với Shraddha giết Aditi. |
| Nitanshi Goel       | Bani Bihaan Pandey                | 2017                 | Cô là con gái của Bihaan và Thapki. Cô sống cùng Thapki. Cô giống hệt ba mình và luôn nói "Hay lắm" giống hệt như ông. Cô rời khỏi nhà Pandey vì nghĩ rằng Thapki không yêu mình. Sau đó, Kosi đưa cô đi cùng với bà. |
| Luvneet Rajpoot     | Tina Bihaan Pandey                | 2017                 | Cô là con gái của Bihaan và Thapki. Sankar cố giết cô nhưng được Bihaan cứu. Cô giống hệt Thapki và sống với ba cô trước khi cô biết được Bihaan là ba ruột của mình. |
| Sia Bhatia          | Ananya Dhruv Pandey               | 2017                 | Cô là con gái của Dhruv và Shraddha. Cô bé rất thông minh. Shraddha đã tráo cô bé với con trai của Aditi trong ngày mà chúng được sinh ra nên mọi người đều nghĩ cô là con của Aditi. |
| Atharva Phadnis     | Veer Dhruv Pandey                 | 2017                 | Cậu là con trai của Dhruv và Aditi. Cậu rất nghịch ngợm. Shraddha đã tráo cậu bé với con gái của mình trong ngày mà chúng được sinh ra nên mọi người đều nghĩ cậu là con của Shraddha. |
| Jaanvi Sangwan      | Amma Mai Shekhawat                | 2017                 | Bà là mẹ của Monty và Prince. Bà ta muốn Bani kết hôn với con trai Prince của mình. Y tin rằng tảo hôn là vô cùng quan trọng. Mụ bắn Bihaan ba phát và giờ đang bị ngồi tù. |
| Rehaan Roy          | Monty Shekhawat                   | 2017                 | Hắn là con trai lớn của Amma Mai và tiếp tay cho bà những hành động sai trái. Hắn có vai trò rất lớn trong việc bắt cóc Bani và Tina. Hắn đã cùng với Prince trả thù cho mẹ mình nhưng thất bại vì Kosi đã cứu Bani. |
| Vishal Jethwa       | Prince Shekhawat                  | 2017                 | Cậu muốn kết hôn với Bani. Mọi người gọi cậu là cậu bé nhưng cậu lại nói mình là một người đàn ông. |
|                     | Kaesar Monty Shekhawat            | 2017                 | Cô là vợ của Monty và luôn nghe lời Amma Mai. Nhưng sau khi gặp Thapki, cô đã nhận ra rằng tảo hôn là sai trái. |
| Shakti Singh        | Krishnakanth Chaturvedi           | 2015 – 16            | Ông là cha của Thapki. Thapki thường kể với mọi người những lời nói của ông. |
| Prateeksha Lonkar   | Poonam Chaturvedi                 | 2015 – 16            | Bà là mẹ của Thapki. Bà giúp đỡ Thapki trong rất nhiều khó khăn. |
| Usharana            | Bà Dadi                           | 2015 – 16            | |
| Sabina Jat          | Kiran Balvinder Pandey            | 2015 – 16            | Cô là em gái của Bihaan và Dhruv. |
| Hardik Sangani      | Diwakar Mishra                    | 2015 – 16            | Hắn là vị hôn phu của Thapki. Hắn đã bỏ cô khi biết cô bị cà lăm. Sau đó, hắn giở thủ đoạn tinh vi để cưới Aditi nhưng Aditi đã giải thoát được mình khỏi Diwakar. |
| Hemant Choudhary    | Naman Jaiswal                     | 2016                 | Hắn là người chồng thứ hai của Kosi. Hắn luôn giúp mụ trong mọi kế hoạch nhưng Kosi đã giết hắn vì hiểu lầm mà Thapki đã tạo ra giữa họ. |
| Aakash Talwar       | Janardhan hay John Jaiswal        | 2016                 | Anh là con trai của Kosi. Anh bị hỏng một quả thận nên Kosi đã cố gắng lấy một quả khác từ Bihaan. Tuy nhiên, khi anh biết chuyện, anh đã nổi giận với Kosi và bỏ đi. Anh không biết rằng Kosi là mẹ ruột của mình. |
| Alisha Panwar       | Aditi Diwakar Mishra              | 2016                 | Cô đóng thay cho Sheena Bajaj trong một thời gian ngắn. Cô giúp cho bố mẹ mình thoát khỏi Diwakar |
| Sharan Kaur         | Sheena                            | 2016                 | Cô là con gái một người bạn của Vasu và là người bạn thời thơ ấu của Bihaan. Cô đã giúp Bihaan làm cho Thapki thổ lộ tình cảm của mình với anh. |
|                     | Savitri                           | 2016                 | |
|                     | Shubh Chaturvedi                  | 2015                 | Cậu là em trai của Thapki. |
|                     | Alok Chaturvedi                   | 2015                 | |
| Shrishti Maheshwari | Sakshi                            | 2015                 | Cô làm việc tại kênh truyền hình của Dhruv. Cô có cảm tình với Dhruv và luôn ghen tị với sự thành công của Thapki. |

## Giải thưởng và đề cử
| Năm  | Giải thưởng                                | Hạng mục                                      | Người nhận giải                | Kết quả   |
| ---- | ------------------------------------------ | --------------------------------------------- | ------------------------------ | --------- |
| 2016 | Giải thưởng Cánh hoa Vàng Colors lần thứ 4 | Nữ diễn viên phụ xuất sắc nhất                | Resham Thakkar & Pooja Sahu    | Đoạt giải |
| 2016 | Giải thưởng Cánh hoa Vàng Colors lần thứ 4 | Nam diễn viên mới xuất sắc nhất               | Manish Goplani                 | Đoạt giải |
| 2016 | Giải thưởng Cánh hoa Vàng Colors lần thứ 4 | Nữ diễn viên mới xuất sắc nhất                | Jigyasa Singh                  | Đề cử     |
| 2016 | Giải thưởng Cánh hoa Vàng Colors lần thứ 4 | Nam diễn viên phụ xuất sắc nhất               | Ankit Bathla                   | Đề cử     |
| 2016 | Giải thưởng Cánh hoa Vàng Colors lần thứ 4 | Chương trình hay nhất                         | SOL                            | Đề cử     |
| 2016 | Giải thưởng Cánh hoa Vàng Colors lần thứ 4 | Cặp đôi được yêu thích                        | Manish Goplani & Jigyasa Singh | Đề cử     |
| 2017 | Giải thưởng Cánh hoa Vàng Colors lần thứ 5 | Cặp đôi được yêu thích                        | Manish Goplani & Jigyasa Singh | Đề cử     |
| 2017 | Giải thưởng Cánh hoa Vàng Colors lần thứ 5 | Nữ diễn viên đóng vai phản diện xuất sắc nhất | Monica Khanna                  | Đoạt giải |
| 2017 | Giải thưởng Cánh hoa Vàng Colors lần thứ 5 | Nữ diễn viên phụ xuất sắc nhất                | Resham Thakkar & Pooja Sahu    | Đề cử     |

## Lồng tiếng và trình chiếu trên thế giới
Bộ phim được chiếu tại Pakistan bởi Filmazia đồng thời với Colors TV từ tháng 10 năm 2016.
Phim được lồng tiếng Tamil với tên Indira – Puthumai Penn (Tạm dịch: Indira – Cô gái của sự đổi mới) và được chiếu trên kênh Raj TV, tiếng Indonesia với tên Thapki trên kênh ANTV từ ngày 18 tháng 7 năm 2016.
Tại Việt Nam, bộ phim được lồng tiếng Việt với tên Tôi, Thapki và được chiếu trên kênh HTV3 từ ngày 16 tháng 9 năm 2016 đến ngày 14 tháng 7 năm 2017.
Thapki còn được dịch sang tiếng Ba Tư và được chiếu trên kênh Gem Bollywood.